# Trogogonia
Trogogonia là một chi bướm đêm thuộc họ Erebidae.